# Brenton Broadstock

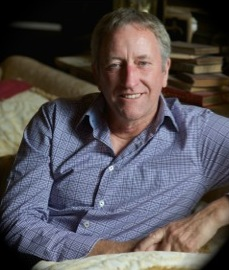
Brenton Broadstock

Brenton Thomas Broadstock (Melbourne, 12 december 1952) is een Australisch componist, historicus en muziekpedagoog.

## Levensloop
Broadstock studeerde geschiedenis, politiek en muziek aan de Monash Universiteit in Melbourne. Vervolgens studeerde hij muziektheorie en compositie bij Donald Freund aan de Universiteit van Memphis in Memphis en later bij Peter Sculthorpe aan de Universiteit van Sydney. Zijn studies voltooide hij aan de Universiteit van Melbourne en promoveerde aldaar tot Doctor of Music in 1987.
Van 1982 tot 2006 was hij als docent en later als professor verbonden aan de faculteit voor muziek van de Universiteit van Melbourne. Vanaf 2007 was hij hoofd van de afdeling compositie aan deze universiteit.
Als componist ontving hij talrijke prijzen en onderscheidingen zoals de 1e prijs tijdens de Townsville Pacific Festival's National Composition Competition in 1981 voor zijn Festive Overture, de Albert H. Maggs Award, de Australasian Performing Right Association (APRA) Music Awards voor zijn werken The Mountain en Toward The Shining Light, de 1e prijs tijdens de Internationaler Kompositionswettbewerb „Hambacher Preis" voor zijn Werk Tuba Concerto, in 1994 de in Australië zeer gewaardeerde Paul Lowin Song Cycle Award voor zijn Bright Tracks, voor mezzosopraan en strijktrio. Voor zijn 2e symfonie "Stars in a dark night" ontving hij vier keer de "Sounds Australian" National Music Critics' Awards alsook een benoeming als Best Australian Orchestral Work in 1989, maar het was eveneens de bijdrage aan de Nationale omroepmaatschappij (Australian Broadcasting Corporation) tijdens het prestigieuze International Rostrum of Composers (IRC) in Parijs in 1990. Met zijn 5e symfonie "Dark Side" veroverde hij in 2001 de Australian Music Centre's Victorian Award voor de beste compositie en een jaar later werd zijn Federation Flourish genomineerd voor de compositie van het jaar bij de (APRA)/Australian Music Centre (AMC) competitie. In 1999 werd hij met de Don Banks Award van het Australia Council bekroond, voor zijn inzet voor Australische muziek.
Bij de openingsceremonie van de Olympische Zomerspelen 2008 in Peking werd muziek van Broadstock uitgevoerd. In 2009 was hij huiscomponist van het Melbourne Symphony Orchestra en in deze periode schreef hij belangrijke werken zoals een multi-instrumentaal concert, Made in Heaven voor de trompettist James Morrison en de symfonie Tyranny of Distance voor solisten, gemengd koor en orkest, dat tijdens het Melbourne International Festival of the Arts in 2009 in première ging. 

## Composities

#### Symfonieën
- 1988 Toward The Shining Light - Symfonie nr. 1
- 1989 Stars In A Dark Night - Symfonie nr. 2
- 1991 Voices From The Fire - Symfonie nr. 3
- 1995 Born From Good Angel's Tears - Symfonie nr. 4
- 1999 Dark Side - Symfonie nr. 5
- 2009 Tyranny of Distance - Symfonie nr. 6

#### Concerten voor instrumenten en Orkest
- 1985 Concert, voor tuba en orkest
- 1987 Concert, voor piano en orkest
- 2009 Made In Heaven, concert voor trompet (flugelhorn) en orkest

#### Andere werken voor orkest
- 1981 Festive Overture
- 1984 The Mountain
- 1986 Battlements
- 1993 In A Brilliant Blaze
- 1996 Dancing On A Volcano
- 1998 Catch The Joy, ouverture
- 2001 Federation Flourish, ouverture
- 2002 Dance in the Sunlight
- 2002 Timeless, voor strijkorkest
- 2003 Federation Square (Rooms of Wonders), voor strijkorkest
- 2005 Yarra Yarra, voor strijkorkest
- 2007 Unseen Shore, voor strijkorkest
- 2010 Emu, Wombat and Kangaroo, voor strijkorkest

### Werken voor harmonieorkest en brassband
- 1976 I Know He Cares For Me, hymne voor brassband
- 1981 St. Aelred (Rhapsody for Band), voor brassband
- 1982 Valiant (Festival March), voor brassband
- 1988 My Shepherd, voor trombone sectie (solo) en brassband
- 1989 Born To Battle (Concert Etude), voor brassband
- 1990 Meditation on Rapture, voor brassband
- 1990 Rutherford Variations, voor brassband
- 1993 To The Hills, hymne - meditatie voor brassband
- 1995 Song of the Pilgrim (Concertino), voor trompet en brassband
- 1996 Sandakan Suite, voor harmonieorkest
- 1998 Fortuna, voor brassband - verplicht werk tijdens de Australian National Band Championships in 1998
- 1998 The Cross on the Hill, voor trombone en brassband
- 2000 Winds of Change, voor brassband - verplicht werk tijdens de Australian National Band Championships in 2002
- 2001 Gates of Day (Federation Symphony), voor vier brassbands, militaire muziekkapel (harmonieorkest) en buisklokken
- 2001 Take All My Sins Away, hymne voor brassband
- 2001 Vision of the Lost, voor brassband - verplicht werk tijdens de Australian National Band Championships in 2005
- 2002 Three Places in Italy, voor brassband - verplicht werk tijdens de Australian National Band Championships in 2007
- 2005 Sunburnt Land, voor brassband
- 2009-2010 Under Capricorn – Concertino, voor eufonium en harmonieorkest
- 2010 Boundless, voor brassband
- 2010 Concertino, voor tuba en harmonieorkest
- 2010 Variations On A Theme of Beethoven, voor brassband
- 2011 Nearer My God To Thee, hymne voor brassband
- 2011 The Sport of Kings, voor brassband

### Missen en andere kerkmuziek
- 1994-2005 15 Stations of the Cross - Via Crucis, voor gemengd koor a capella
- 2007 Melbourne Mass, voor gemengd koor en orgel (of piano)

### Muziektheater

#### Opera
| Voltooid in | titel          | aktes | première                                | libretto                                        |
| ----------- | -------------- | ----- | --------------------------------------- | ----------------------------------------------- |
| 1992        | Fahrenheit 451 |       | 1992, Sydney, Sydney Metropolitan Opera | van de componist naar de novel van Ray Bradbury |

### Vocale muziek

#### Werken voor koor
- 2004 I Had a Dream – In Memoriam Michael Easton, voor gemengd koor
- 2007 Postera Crescam Laude, voor gemengd koor en orgel
- 2008 The Good Shepherd, voor kinderkoor, klavecimbel en strijkkwartet

#### Zangcycli
- 1981 Eheu Fugaces, voor sopraan, dwarsfluit, klarinet, viool, cello, piano en slagwerk
- 1998 Bright Tracks, voor sopraan, viool, altviool en cello - tekst: gebaseerd op gedichten van Ivor Gurney
- 2008 These Terrestrial Commitments, voor sopraan, shakuhachi, slagwerk en piano - tekst: Ern Malley

### Kamermuziek
- 1981 Aurora Australis, voor 8 trombones
- 1981 Strijkkwartet nr.2
- 1982 Aureole 1, voor dwarsfluit en piano
- 1984 Aureole 3, voor hobo en piano (ook in een versie voor blokfluit en klavecimbel)
- 1985 Beast From Air, voor trombone en slagwerk
- 1986 Houtblazerskwartet (Down The Emperor's Road), voor dwarsfluit, hobo, klarinet en fagot
- 1987 And No Birds Sing, voor dwarsfluit, klarinet, viool, piano en slagwerk
- 1990 All That Is Solid Melts Into Air, voor altfluit, basklarinet en piano
- 1990 Deserts Bloom...Lakes Die, voor blaasoctet (2 dwarsfluiten, 2 hobo's, 2 klarinetten, 2 fagotten) en contrabas
- 1990 In Chains, voor altfluit en gitaar
- 1990 Strijkkwartet nr. 4
- 1994 Pennscapes, voor klarinet, altviool, cello en piano
- 1994-1995 Celebration (Chamber Symphony), voor dwarsfluit, klarinet, piano en strijkkwartet
- 1996 Clear Flame Within, voor cello en piano
- 1998 At the Going Down of the Sun, voor trompet en orgel
- 1998 Catch The Joy, voor trompet en orgel
- 1998 I touched your glistening tears, voor viool, cello en piano (ook in een versie voor hobo (of sopraansaxofoon) en piano)
- 1998 OR piano trio, voor viool, cello en piano
- 1998 The Cross on the Hill, voor bastrombone (of eufonium) en piano
- 2001 The Spirit Soars, voor viool en piano
- 2002 Distant Land, solo voor kornet (of trompet, of eufonium) en piano
- 2002 Homage to the Earl, solo voor kornet (of trompet, of eufonium) en piano
- 2005 Not Too Near....Not Too Far, voor altsaxofoon en piano
- 2005 Warriors through Time, voor trompet en orgel
- 2007 Hall of Mirrors, voor trombone en strijkkwartet - in 2008 gereviseerd voor: trombone, strijkkwintet, dwarsfluit, klarinet/basklarinet, 1 slagwerker
- 2007 Under Capricorn Suite, voor altfluit en piano
- 2010 Drenched in Sun, voor 3 trompetten, 3 trombones, slagwerk en orgel
- 2010 Little French Suite, voor dwarsfluit en piano
- 2010 My Feet Want To Dance But My Eyes Want To Sleep, voor dwarsfluit, klarinet, altsaxofoon, celesta (of piano), harp en gitaar
- 2010 Sonatina, voor contrabas en piano
- 2010 Sonatina, voor tuba (of eufonium) en piano
- 2010 Song of Peace, voor hoorn en piano
- 2010 Stand Tall, voor hoorn en piano (ook een versie voor eufonium (of bariton en piano)
- 2011 Twelve, voor twaalf saxofoons[1]
- Danny's Song, voor bastrombone (of eufonium) en piano

### Werken voor orgel
- 1991 Giants In The Land
- 2007 Postera Crescam Laude

### Werken voor piano
- 1984 Aureole 4
- 1989 In The Silence of Night
- 1991 Giants In The Land
- 1996 Dying of the Light
- 2001 Weathered Land
- 2004 Torre di Forza

### Filmmuziek
- 1993 That Eye The Sky
- 2002 Red Right Hand
- 2004 In The Shadows

## Publicaties
- Aflame with music : 100 years of music at the University of Melbourne, Parkville, Vic. : Centre for Studies in Australian Music, University of Melbourne, 1996. 580 p., ISBN 978-0-959-88319-0 en ISBN 978-0-959-88318-3
- Sound ideas : Australian composers born since 1950 : a guide to their music and ideas, The Rocks, NSW : Australian Music Centre, 1995. 344 p., ISBN 978-0-646-22497-8